# Marshall (Alaska)
Pour les articles homonymes, voir Marshall.
Marshall est une localité d'Alaska aux États-Unis dans la Région de recensement de Wade Hampton. En 2010, il y avait 414 habitants.

## Situation - climat
Elle est située au nord de l'île Arbor, sur la rive est du Yukon dans le delta du Yukon-Kuskokwim, à l'extrémité nord-est du Refuge faunique national du delta du Yukon.
La moyenne des températures est de 30 °C en juillet et de −48 °C en janvier.

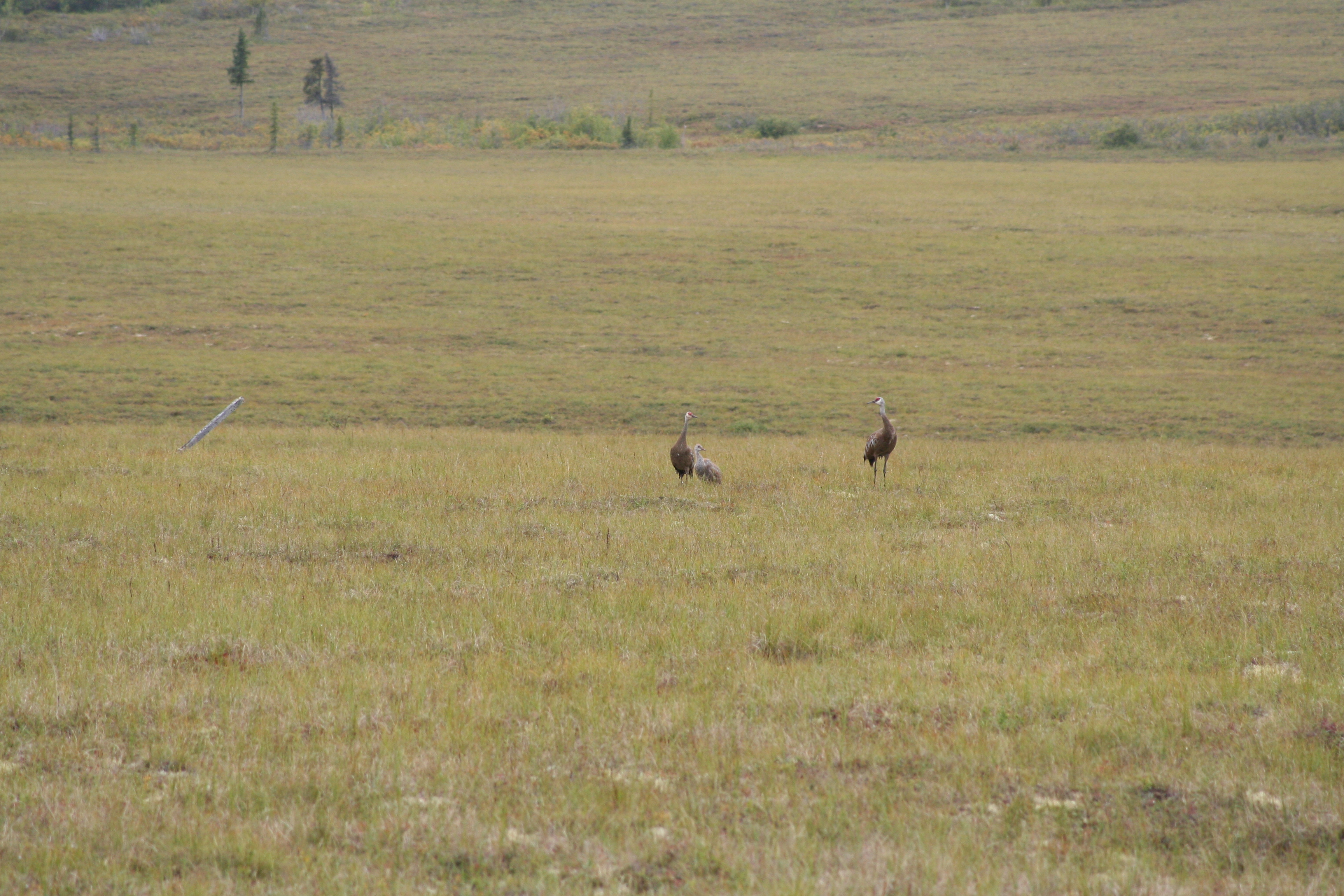
Grues de Sand Hill, Marshall, AK

## Histoire
En 1880, une expédition découvrit un village Eskimo appelé Uglovaia à cet endroit. De l'or a été trouvé près de Wilson Creek en 1913, et un camp minier s'y est établi, appelé Fortuna Ledge du nom du premier enfant qui y est né, Fortuna Hunter. Sa situation, sur un bras du Yukon était intéressante pour décharger les bateaux qui approvisionnaient le camp. La poste a ouvert en 1915, et la population atteignit les 1 000 habitants.
Plus tard, le village a pris le nom de Thomas R. Marshall, vice-président des États-Unis sous Woodrow Wilson, de 1913 à 1921, et s'est appelé Marshall's Landing tandis que les habitants continuaient à parler de Fortuna Ledge. Le nom Marshall est devenu officiel en 1984.
Les habitants pratiquent une économie de subsistance saisonnière, à base de pêche, de chasse, de cueillette et de commerce de fourrures.

## Démographie
| 1880 | 1940 | 1950 | 1960 | 1970 | 1980 |
| ---- | ---- | ---- | ---- | ---- | ---- |
| 102  | 91   | 95   | 166  | 175  | 262  |

| 1990 | 2000 | 2010 | - | - | - |
| ---- | ---- | ---- | - | - | - |
| 273  | 349  | 414  | - | - | - |

## Sources et références
- (en) CIS

- (en) Cet article est partiellement ou en totalité issu de l’article de Wikipédia en anglais intitulé « Marshall, Alaska » (voir la liste des auteurs).

1. ↑  « Statistiques des États-Unis - Alaska - Profils des communautés de 2010 » (consulté en novembre 2020)